# 相対URL
相対URL（そうたいユーアールエル）は、HTML等でリンクを設定したり、画像を表示させるときに、ファイルの位置を示す方法の一つ。URLをすべて書いてファイルを指定するのではなく、自身との相対的なURLでファイルを指定する。
たとえば、「.../nantoka/kantoka」というURLのサイトにおいて、このサイト内の「.../nantoka/kantoka/nandaka」というファイルを指定する場合、すべてのURLで指定する方法では『.../nantoka/kantoka/nandaka』と書かなければならないところを、相対URLなら『nandaka』とするだけで指定ができる。
このように相対URLは長いURLを略記することができ便利であるほか、サイトをまるごと移動したときにURLをそのまま使える利点もある。上の例で言うと、「.../nantoka」から「.../nanigashi」にサイトのURLが変わった時（「.../nantoka」の内容をすべて「.../nanigashi」に移した時）、絶対URLだとすべてのサブコンテンツのURLも書き換えなければいけないが、相対URLならその必要はない。
ただし、ミラーサイトなどでは、相対URLはうまく機能しないことがある。